# Penicillidia sumatrensis
Penicillidia sumatrensis är en tvåvingeart som beskrevs av Oskar Theodor 1968. Penicillidia sumatrensis ingår i släktet Penicillidia och familjen lusflugor. Inga underarter finns listade i Catalogue of Life.